# Markgrevskapet Brandenburg-Küstrin
Markgrevskapet Brandenburg-Küstrin var ett riksfurstendöme inom det Tysk-romerska riket och existerade mellan 1535 och 1571. Huvudstad var Küstrin, nuvarande Kostrzyn nad Odrą i Polen. Den ende markgreven var Johan av Brandenburg-Küstrin (1513-1571), även kallad Johan den vise eller Hans von Küstrin. 
Brandenburg-Küstrin uppstod då kurfursten Joakim I av Brandenburg vid sin död 1535 i sitt testamente delade sina ägor mellan sönerna Joakim II och Johan. Detta testamente stred mot kurfursten Albrekt Akilles (1414-1486) successionsordning för huset Hohenzollern, Dispositio Achillea, som stipulerade att territoriet skulle förbli odelat, men testamentet genomdrevs trots detta. Joakim II blev kurfurste av Brandenburg, med Berlins stadsslott som residens, och Johan erhöll Neumark med Dramburg, Schivelbein, Sternberg, Crossen an der Oder, Züllichau och Sommerfeld samt Cottbus och Peitz. Tillsammans bildade dessa markgrevskapet Brandenburg-Küstrin, med Küstrin som residensstad. 
Vid Johans tillträde konverterade han till protestantismen, som därigenom infördes i Brandenburg-Küstrin. Av politiska skäl valde han dock att ställa Brandenburg-Küstrin på kejsaren Karl V:s sida i Schmalkaldiska kriget.
Då Johan av Brandenburg-Küstrin dog utan söner 1571 var den regerande kurfursten Johan Georg av Brandenburg den närmaste manlige arvingen, och Brandenburg-Küstrin uppgick därmed åter i kurfurstendömet Brandenburg.